# آلفونسو لورنسو
آلفونسو لورنسو (اسپانیایی: Alfonso Lorenzo‎) بازیکن فوتبال اهل آرژانتین بود.
از باشگاه‌هایی که در آن بازی کرده‌است می‌توان به باشگاه ورزشی فرو کاریل اوئسته اشاره کرد.
وی همچنین در تیم ملی فوتبال آرژانتین بازی کرده‌است.